# Коне (река)
Коне (фр. Côney) је река у Француској. Дуга је 55 km. Улива се у Саону. 